# Reconvilier
Reconvilier (toponimo francese; in tedesco Rokwiler) è un comune svizzero di 2 308 abitanti del Canton Berna, nella regione del Giura Bernese (circondario del Giura Bernese).

## Monumenti e luoghi d'interesse

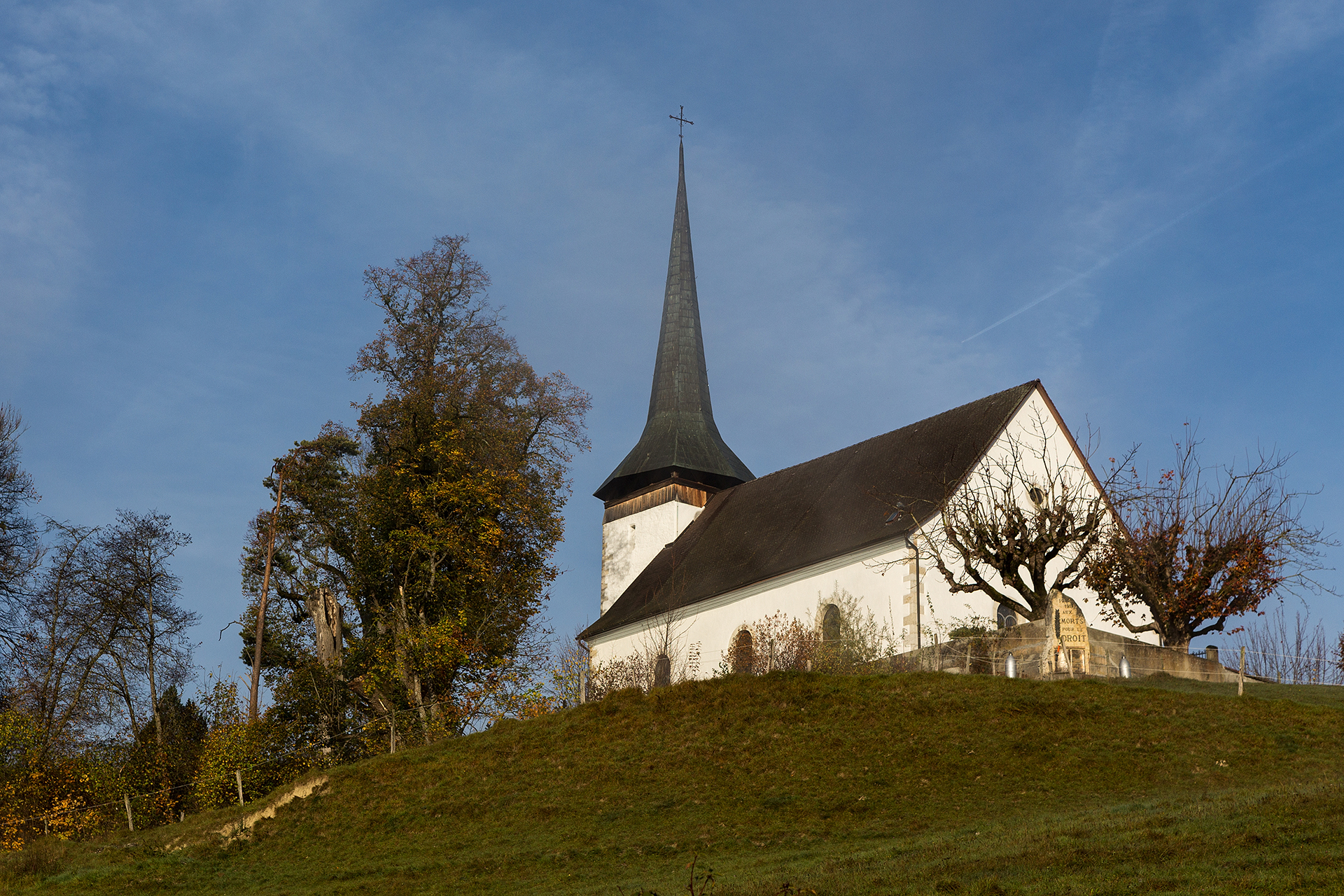
La chiesa riformata di Chaindon

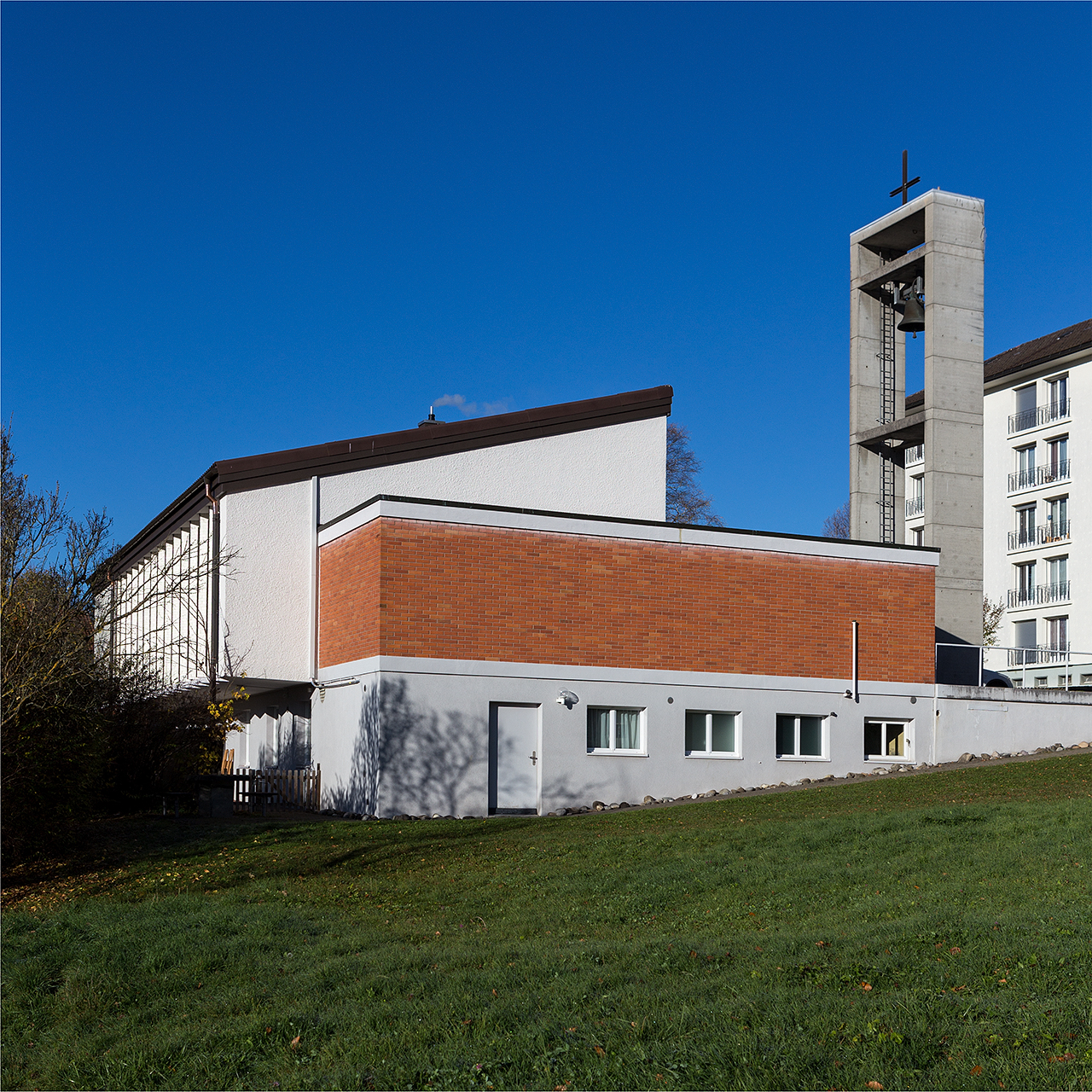
La chiesa cattolica

- Chiesa riformata (già di San Leonardo) di Chaindon, attestata dal 962 e ricostruita nel 1740[1];
- Chiesa cattolica.

## Società

### Evoluzione demografica
L'evoluzione demografica è riportata nella seguente tabella:
Abitanti censiti

## Economia
A Reconvilier ha sede l'azienda Swissmetal Boillat.

## Infrastrutture e trasporti
Reconvilier è servito dall'omonima stazione sulla ferrovia Sonceboz-Sombeval-Moutier.

## Amministrazione
Ogni famiglia originaria del luogo fa parte del cosiddetto comune patriziale e ha la responsabilità della manutenzione di ogni bene ricadente all'interno dei confini del comune; comune politico e comune patriziale furono istituiti nel 1863.